# Amt Sevelen
Das Amt Sevelen war bis 1950 ein Amt im Kreis Geldern in der preußischen Rheinprovinz und in Nordrhein-Westfalen. Es ging aus der Bürgermeisterei Sevelen hervor. Sein Gebiet gehört heute zur Gemeinde Issum im nordrhein-westfälischen Kreis Kleve.

## Bürgermeisterei Sevelen
Sevelen und die umliegenden Dörfer gehörten bis 1713 zum Herzogtum Geldern und kamen dann zu Preußen. Von 1798 bis 1814 stand der linke Niederrhein unter französischer Herrschaft. Während dieser Zeit wurde in Sevelen nach französischem Vorbild eine Mairie eingerichtet, die zum Kanton Geldern im Arrondissement Kleve des Rur-Departements gehörte. Nachdem 1814 der gesamte Niederrhein auf dem Wiener Kongress dem Königreich Preußen zugeschlagen wurde, kam die Gegend 1816 zum neuen Kreis Geldern in der Provinz Jülich-Kleve-Berg, der späteren Rheinprovinz. Aus der Mairie Sevelen der Franzosenzeit wurde die preußische Bürgermeisterei Sevelen.
Die Bürgermeisterei Sevelen umfasste die Landgemeinden Sevelen und Vernum. Zur Gemeinde Vernum gehörten auch die Ortschaften Hartefeld und Poelyck.

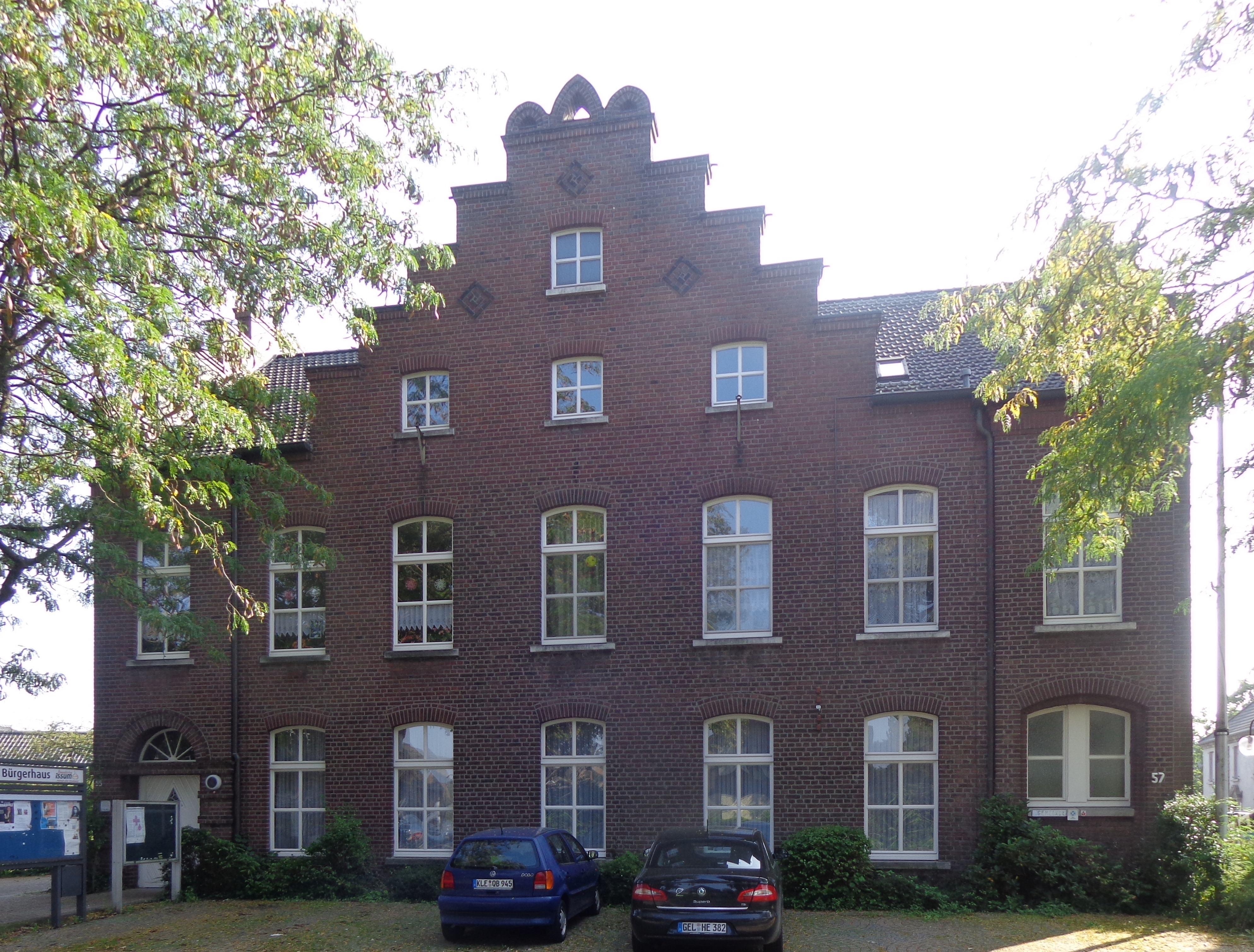
Altes Rathaus

1893 wurde in Sevelen ein Rathaus für die Bürgermeisterei erbaut, welches heute als Bürgerhaus dient.

## Amt Sevelen
Am Ende des Jahres 1927 wurde die Bezeichnung aller rheinischen Landbürgermeistereien in „Amt“ geändert. Die Bürgermeisterei Sevelen hieß seitdem Amt Sevelen.
Am 1. Oktober 1950 wurde das Amt Sevelen aufgelöst, womit Sevelen und Vernum amtsfreie Gemeinden im Kreis Geldern wurden.
Durch das Gesetz zur Neugliederung des Landkreises Geldern wurde Sevelen am 1. Juli 1969 Teil der Gemeinde Issum, während die Ortsteile Vernum und Hartefeld der Gemeinde Vernum zur Stadt Geldern kamen. Der Ortsteil Poelyck kam zur Gemeinde Kerken. Der Kreis Geldern wurde am 1. Januar 1975 in den Kreis Kleve eingegliedert.

## Einwohnerentwicklung
| Jahr | Einwohner | Quelle |
| ---- | --------- | ------ |
| 1828 | 2641      | [ 7 ]  |
| 1871 | 3395      | [ 8 ]  |
| 1885 | 3455      | [ 9 ]  |
| 1895 | 3655      | [ 10 ] |
| 1905 | 3684      | [ 11 ] |
| 1910 | 3716      | [ 12 ] |
| 1933 | 4018      | [ 13 ] |
| 1939 | 4072      | [ 13 ] |
| 1950 | 4945      | [ 14 ] |

## Bürgermeister
- 1851–189100Hermann Jacob Dickschen[15]